# Steingaden
Steingaden là một đô thị tại huyện Weilheim-Schongau, bang Bayern, Đức.